# 7th Conference of the International Woman Suffrage Alliance
Seventh Conference of the International Woman Suffrage Alliance var en internationell konferens som ägde rum i Budapest i Österrike-Ungern 15-21 juni 1913. Konferensen arrangerades av International Woman Suffrage Alliance. Den skulle komma att bli en av de största och mest omtalade av de konferenser som hållits av International Woman Suffrage Alliance. Det var den sista av IWSA:s internationella konferenser före första världskriget: nästa kom att hållas i Genève först 1920.

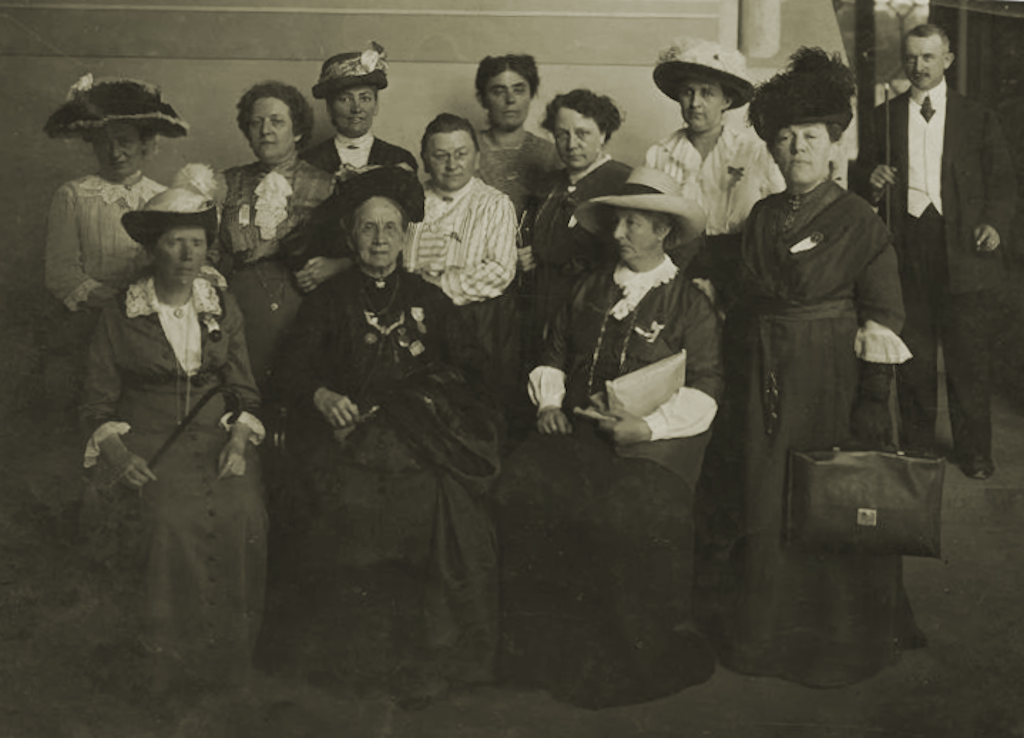
Feminists at the Seventh Conference of the International Woman Suffrage Alliance hosted in Budapest, 1913 with text
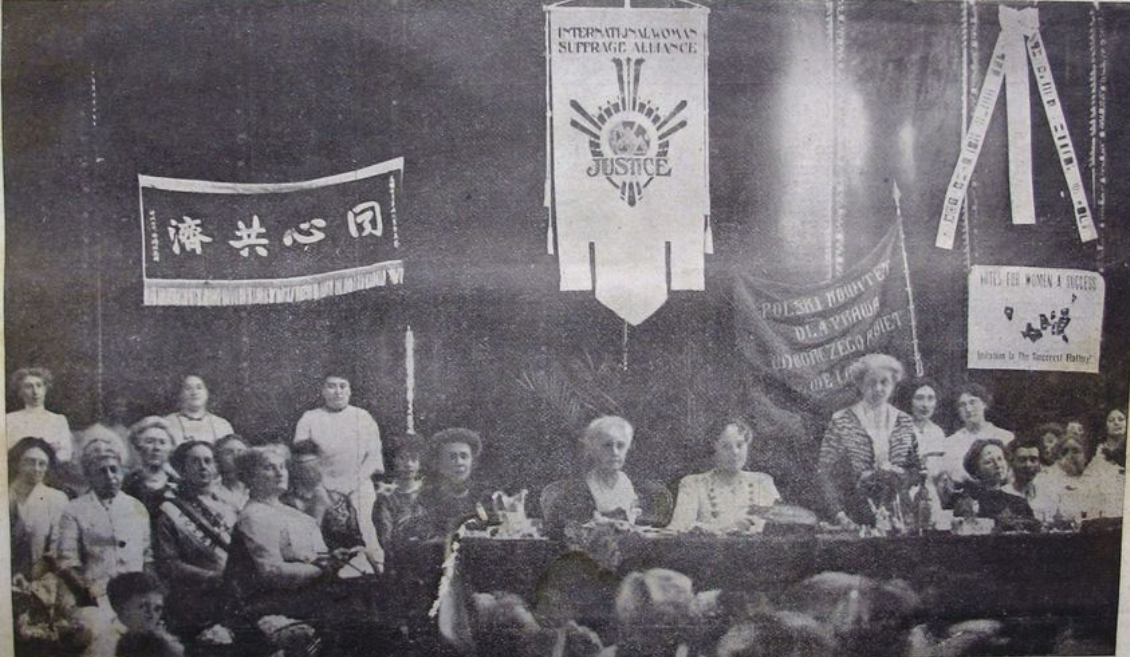
Presidential table during the Seventh congress of the International Woman Suffrage Alliance IWSA in Budapest 1913